# Víctor Vergara
Víctor Antonio Vergara Abarca (Santiago, Chile, 8 de febrero de 1986) es un jinete de rodeo chileno. Fue campeón nacional de Chile en el Campeonato Nacional de Rodeo de 2010 junto a su compañero Cristóbal Cortina. Pertenece a una familia de muchos jinetes, su primo es José Tomás Meza.
Nació en la comuna de Peñalolén y comenzó a correr desde muy temprano en los rodeos laborales. Pasó a correr en los rodeos federados y rápidamente comenzó a tener grandes triunfos como ganar los clasificatorios de 2007 y de 2010. En el Campeonato Nacional de Rodeo de 2009 llegó junto a su compañero del Club de Rodeo de Puente Alto al cuarto animal de la Serie de Campeones, pero una tijera le impide llevarse el tercer lugar.
El campeonato de 2010 lo ganó junto a Cristóbal Cortina, montando a "Cumpa" y "Tío Pedro" con 36 puntos buenos (12+9+8+7) y representando a la Asociación Cordillera, que ganaba el título por segunda vez consecutiva. Cuando ganó el campeonato tenía 24 años, pasando a ser uno de los campeones más jóvenes en obtener este título.
En marzo de 2019, mientras se encontraba preparando su participación en el Clasificatorio Zona Norte de Batuco, se dio vuelta a caballo, sufriendo un grave accidente que lo tuvo alejado de la alta competición. Después de varias operaciones pudo correr con normalidad.

## Campeonatos nacionales
| Año  | Collera           | Caballos              | Puntaje | Asociación |
| ---- | ----------------- | --------------------- | ------- | ---------- |
| 2010 | Cristóbal Cortina | "Cumpa" y "Tío Pedro" | 36      | Cordillera |